# Enel
Enel (Ente nazionale per l'energia elettrica) é uma multinacional italiana, que atua no ramo de geração e distribuição de eletricidade e gás. A Enel a princípio foi estabelecida como uma entidade pública no final de 1962, e depois transformada em uma sociedade anônima em 1992. Após a liberalização do mercado de eletricidade na Itália, em 1999, a companhia foi privatizada. Por meio do Ministério da Economia e Finanças, o Estado italiano ainda é o principal acionista, com 23,6% do capital social em 1 de abril de 2016. A Enel é a 73ª maior empresa do mundo em receita, com 65,0 bilhões de euros em 2020. Em 2020, a Enel tinha uma capitalização na bolsa de valores de 82 bilhões de euros, o que a torna a maior empresa de serviços públicos da Europa por capitalização. Em 2018, a Enel também era a segunda maior empresa de energia do mundo em receita depois da State Grid, a Companhia Nacional da Rede Elétrica da China. A empresa está cotada no índice FTSE MIB na Bolsa de Milão.

## História

### 1898-1962: Em direção a uma política nacional para a eletricidade
No ano de 1898, a produção de eletricidade na Itália era de 100 GWh, e tinha um valor de mais de 56 bilhões de dólares em 1960. Grande parte da eletricidade foi produzida por empresas privadas regionais, ou por empresas ligadas a outros órgãos industriais, tanto locais quanto regionais, explorando as características específicas do território: seus recursos hidrogeológicos.
O Estado subsidiou a construção de centrais elétricas e outras obras necessárias em um território com o objetivo de aumentar a produção de eletricidade.  Em 1961, o Estado regulou a distribuição com tarifas nacionais unificadas estabelecidas com base em classes de consumo iguais (por meio do Fundo de Compensação do Setor Elétrico,:137 e exigiu que as empresas de eletricidade fornecessem acesso à eletricidade para todos.
Um ano depois, em 1962, o governo institucionalizou a Entidade para eletricidade com o intuito de fazer da eletricidade um meio para o desenvolvimento do país e para definir uma política nacional para a eletricidade com base nas experiências de outros países, tais como a França e o Reino Unido.

### 1962: Estabelecendo a Entidade Nacional de Eletricidade
No início de 1962, o Gabinete Fanfani IV comprometeu o governo a elaborar uma proposta para a unificação do sistema elétrico nacional no prazo de três meses após a aprovação pelo parlamento de uma moção de confiança.
Durante a assembleia da Câmara de Deputados de 26 de junho de 1962, o governo apresentou um projeto de lei que sancionava os princípios e procedimentos para o estabelecimento da Ente Nazionale per l'energia Elettrica (Entidade Nacional de Eletricidade, E.N.EL., ou Enel).
De acordo com a lei, a Enel iria adquirir todos os ativos de empresas produtoras, processadoras, transmissoras e distribuidoras de eletricidade, com exceção dos autoprodutores—empresas que produziam mais de 70% de sua eletricidade para outros processos de produção—(a mesma exceção foi aplicada posteriormente às autoridades municipais) e de pequenas empresas que não produziam mais de 10 milhões de quilowatts-hora por ano.
Foram definidos os procedimentos de avaliação do valor das empresas adquiridas, tendo sido estabelecido que uma compensação deveria ser paga aos credores em 10 anos a uma taxa de juros de 5,5%. Dentro desse quadro, 1962 deveria ser considerado um ano de transição, no qual todas as receitas e despesas das empresas adquiridas seriam transferidas para a Enel. 1963 foi, portanto, o primeiro ano operacional da empresa recém-formada.
As primeiras empresas a serem adquiridas foram: SIP (Piemonte), Edison Volta(Lombardia) SADE (Vêneto), SELT-Valdarno (Toscana), SRE (Lazio), SME (Campânia), SGES (Sicília), e Carbosarda (Sardenha).

### 1963–1970: Modernização e desenvolvimento da rede
Os primeiros objetivos da Enel foram a modernização e desenvolvimento da rede elétrica com a construção de um backbone de linhas de alta tensão, conexões internacionais, conexões com as ilhas, eletrificação rural e a criação de um centro nacional de distribuição. Estes projetos seriam co-financiados pelo Estado através da emissão, em 1965, de títulos avaliados em mais de 200 mil milhões liras italianas. Em 1967, a Enel, que originalmente era supervisionada pelo Comitê de Ministros, começou a ser supervisionada pelo Comitê Interministerial de Planejamento Econômico (CIPE), sob a tutela do Ministério da Indústria. Durante este período, a produção de usinas termoelétricas ultrapassou, pela primeira vez, a das hidrelétricas.
Em 1963, foi criado o Centro Nacional de Distribuição de Roma para gerir a rede energética, coordenando as instalações de produção, a rede de transmissão, a distribuição, bem como a interconexão do sistema elétrico italiano com o de países estrangeiros, ajustando em tempo real a produção e a transmissão de energia com base na demanda real.
Em termos de eletrificação rural, os assentamentos que não estavam ligados à rede elétrica diminuíram de 1,27% em 1960 para 0,46% em 1964, com mais de 320.000 novos residentes conectados. No período de cinco anos entre 1966 e 1970, foram feitos mais investimentos para a eletrificação rural, onde 80% dos custos foram cobertos pelo Estado e 20% pela Enel, sendo parte desses custos incorridos pela redução de algumas taxas como incentivo ao desenvolvimento agrícola.
Em 1968, iniciou-se a construção da ligação de alta tensão de 380 kV entre Florença e Roma com o objetivo de unir o sistema elétrico de alta tensão do norte com o do centro e do sul. Por volta da mesma época, conexões internacionais de alta tensão com França (380 kV Venaus-Villarodin, 1969) e Suíça também foram postas em prática. No mesmo ano, foram colocados cabos elétricos submarinos para ligar a península e as ilhas de Elba (1966), Ísquia (1967), e Sardenha através da Córsega (1967).
Em 1963, a Enel esteve envolvida no desastre da barragem do Vajont. Em 9 de outubro de 1963, um enorme deslizamento de 260 milhões de metros cúbicos caiu no reservatório formado pela barragem. A barragem e a usina haviam sido construídas pela Società Adriatica di Elettricità (a Companhia de Eletricidade do Adriático, ou SADE) e depois vendidas à Edison, e haviam acabado de ser transferidas como parte do processo de nacionalização para a recém-criada Enel. O deslizamento criou enormes ondas na barragem do Vajont, que inundaram parcialmente as aldeias de Erto e Casso e varreram a barragem, arrasando completamente as aldeias do vale abaixo: Longarone, Pirago, Rivalta, Villanova e Faè. Aproximadamente duas mil pessoas morreram no desastre. A Enel e a Montedison foram acusadas no julgamento subsequente como as empresas responsáveis pelo desastre, uma responsabilidade considerada ainda mais grave devido à previsibilidade do evento. As duas empresas foram obrigadas a pagar danos às comunidades envolvidas na catástrofe.

### 1970–1989: A crise energética e a procura por novas fontes
A década de 1970 foi marcada por uma grande crise energética que levou a companhia a implementar medidas drásticas de austeridade , e a criação de um plano energético nacional que definiu os objetivos tanto da construção de novas centrais eléctricas como da procura de novas fontes de energia.
Em 1975, como resultado da crise do petróleo ocorrida em 1973 e das medidas de austeridade, e após o estabelecimento do primeiro Plano Nacional de Energia (PEN), o objetivo da companhia passou a ser o de reduzir a dependência da Enel dos hidrocarbonetos, que deveria ser alcançada com a utilização de outras fontes de energia, incluindo a hídrica, geotérmica, carvão, redução de resíduos e, em particular, a utilização de energia nuclear.
Diversas plantas novas foram construídas no decorrer da década. No início dos anos 70, teve início a construção da central nuclear Caorso (Emília-Romanha), a primeira grande central nuclear na Itália (para gerar 840-860 MW). A estação começou a operar em 1978. Entre 1972 e 1978, a central hidrelétrica de Taloro foi construída na província de Nuoro (Sardenha). IEm 1973, a central hidrelétrica de San Fiorano entrou em operação. Em 1977, foi inaugurada uma central termoelétrica em Torre del Sale, perto de Piombino (Toscana). No final dos anos 70, iniciou-se a construção da central térmica de Porto Tolle (Veneto), cuja primeira seção concluída ficou ativa em 1980.
Entre 1971 e 1977, as instalações piloto de transmissão de 1000 kV em Suvereto (Toscana) foram testadas. Em 1974 foi concluída a construção da backbone elétrica de alta tensão do Adriático.
Entre 1973 e 1977, foram perfurados poços para a produção de energia geotérmica em Torre Alfina, na província de Viterbo (Lazio). A barragem do Alto Gesso (Piemonte) foi concluída em 1982 como parte da central hidrelétrica Luigi Einaudi "Entracque".
Os anos 80 foram marcados pela construção de novas centrais e pelo teste de formas alternativas de energia, a eliminação da energia nuclear italiana, bem como pela redução gradual da dependência do petróleo, que diminuiu de 75.3% em 1973 para 58,5% em 1985. Várias grandes centrais elétricas tornaram-se ativas durante este período. Entre elas, a usina de combustível fóssil de Fiumesanto (Sardenha) em 1983–84; a usina hidrelétrica de armazenamento por bombeamento de Edolo (Lombardia) em 1984–85, uma das maiores do gênero na Europa; e a central eléctrica a carvão da Torrevaldiagia Nord (Lazio) em 1984.
Em 1981, com a ajuda da Comunidade Econômica Europeia, a Enel construiu a primeira usina de energia solar concentrada em grande escala utilizando um refletor linear compacto Fresnel, a usina Eurelios de 1 MWe em Adrano (Sicília). A planta foi fechada em 1987. Em 1984, a central fotovoltaica de Vulcano (Sicília) entrou em atividade. No mesmo ano, o primeiro parque eólico do país tornou-se operacional em Alta Nurra (Sardenha).
Durante 1985, o centro nacional de distribuição e controle da rede elétrica foi, aos poucos, transferido do centro de Roma para Settebagni, e passou a fazer parte de uma rede europeia mais ampla para a sincronização da produção de eletricidade.
Em 1986, a Enel teve seu primeiro saldo positivo, com um lucro de 14,1 bilhões de liras italianas.
Na sequência do desastre de Chernobyl, em 1987, realizou-se o primeiro referendo sobre energia nuclear, ganho por aqueles que se opunham à energia nuclear. O resultado marcou o fim da energia nuclear na Itália, o encerramento e suspensão de toda a construção de centrais nucleares, e o estabelecimento de um novo plano energético nacional. A Usina Nuclear Caorso na Emília-Romanha, que estava inativa desde 1986 para reabastecimento, nunca mais foi reativada e foi finalmente fechada em 1990. A Central Nuclear Enrico Fermi em Piemonte foi desativada em 1987 e encerrada em 1990. Os trabalhos de construção da Usina Nuclear Montalto di Castro, iniciados em 1982, foram interrompidos em 1988. A planta foi convertida no ano seguinte em uma usina multicombustível. A Central Nuclear de Latina foi fechada em 1988. A Usina Nuclear Garigliano estava encerrada desde 1978.
Em 1988, o novo Plano Nacional de Energia (PEN) estabeleceu os seus principais objetivos: aumento da eficiência energética, proteção ambiental, exploração dos recursos nacionais, diversificação das fontes de abastecimento do exterior e a competitividade global do sistema produtivo.

### 1990–presente: liberalização e privatização
Entre 1990 e 2000, o mercado italiano de eletricidade foi gradativamente liberalizado. Em 1991, a Lei n. 9/1991 sancionou uma primeira liberalização parcial da produção de eletricidade gerada a partir de fontes convencionais e fontes de energia renovável; as empresas foram autorizadas a produzir eletricidade para uso próprio com a obrigação de entregar a quantidade excedente à Enel. Em julho de 1992, o Gabinete Amato I transformou a Enel em um sociedade anônima com o Tesouro Nacional como único acionista.
Em 1999, o Gabinete D'Alema I emitiu o Decreto Legislativo no. 79 de 16 de março de 1999 (conhecido como o Decreto Bersani) para liberalizar o setor elétrico. Isso abriu a possibilidade de outros atores operarem no mercado de energia. A Enel—que até então tinha sido o único ator na produção, distribuição e venda de energia elétrica na Itália—mudou sua estrutura corporativa, distinguindo as três fases e constituindo-se como três empresas diferentes: Enel Produzione, Enel Distribuzione e Terna, respectivamente, para produção, distribuição e transmissão de energia. Além disso, a Enel poderia produzir apenas 50% da produção nacional de acordo com a nova lei. Em 1999, 31,7% da companhia, na sua nova estrutura, foi privatizada. Após a privatização, a Enel foi colocada na bolsa; suas ações foram listadas na Bolsa de Valores Italiana com um valor de 4,30 euros por ação; o número total foi de 4.183 milhões de ações para um valor total de 18 bilhões de euros.
Nesse período, a Enel esteve envolvida em vários projetos novos. Em 1993, a empresa construiu a central fotovoltaica Serre. Na época, esta era a maior do gênero na Europa, com uma capacidade instalada de 3,3 megawatts. Em 1997, Enel, Orange S.A., e Deutsche Telekom financiaram a Wind Telecomunicazioni como uma joint venture, uma operadora de telecomunicações móveis e fixas. IEm 2000, a Enel lançou um projeto para conectar as redes elétricas da Itália e da Grécia, colocando uma linha elétrica subaquática de 160 km, capaz de transportar 600 megawatts, para conectar Otranto (Apúlia) com a cidade grega de (Aetos). O projeto, concluído em 2002, teve um custo total de 339 milhões de euros.
Durante os anos 2000, a empresa concentrou esforços para reduzir o impacto ambiental da produção de energia e em uma progressiva internacionalização da Enel através de uma série de fusões e aquisições. Em 2000, a Enel assinou um acordo com o Ministério do Meio Ambiente e o Ministério do Desenvolvimento Econômico italianos, no qual a empresa se comprometeu a reduzir emissões de dióxido de carbono em 13.5% antes de 2002, e em 20% antes de 2006. Naquele ano, a Enel adquiriu a CHI Energy, uma produtora de energia renovável que opera nos mercados dos EUA e Canadá, por US$ 170 milhões. Nos anos seguintes, a Enel continuou investindo em energias renováveis e tecnologias limpas. Em 2004, a empresa foi incluída no Índice Dow Jones de Sustentabilidade, um índice do mercado de ações que avalia o desempenho financeiro das empresas com base no desempenho econômico, ambiental e social.
Em 2008, a Enel formou a Enel Green Power, uma empresa dedicada a desenvolver e gerenciar a produção de energia a partir de fontes renováveis. Em 2009, a Enel lançou o projeto Archilede, um novo sistema de iluminação urbana escolhido por 1600 municípios. Esta nova tecnologia de iluminação inteligente resultou em aproximadamente 26 GWh por ano de economia de energia, e reduziu as emissões de dióxido de carbono em 18.000 toneladas por ano Naquele mesmo ano, a empresa abriu uma nova central fotovoltaica no Parque de Villa di Pratolino, em Florença. O projeto – chamado "Diamante" – era construir uma usina capaz de armazenar, como hidrogênio, o suficiente da energia solar acumulada durante o dia para atender o consumo noturno. Em 2010, a central de ciclo combinado Arquimedes tornou-se operacional em Priolo Gargallo, perto de Siracusa na Sicília. Este foi o primeiro campo solar térmico a utilizar tecnologia de sal fundido integrada com uma instalação de gás de ciclo combinado.
A Enel realizou várias aquisições e desinvestimentos nesse período. Em 2001, a empresa ganhou o leilão público de aquisição da Viesgo—uma subsidiária da Endesa—uma empresa ativa no mercado espanhol na produção e distribuição de eletricidade, com uma capacidade líquida instalada de 2400 megawatts. Em 2002, a Enel alienou a Eurogen SpA, a Elettrogen SpA e a Interpower SpA, em conformidade com as disposições do Decreto Bersani sobre a liberalização da produção de eletricidade. In 2001, Em 2001, Enel adquiriu a Infostrada— anteriormente uma subsidiária da Vodafone—a um custo de 7.25 bilhões de euros. A Infostrada foi posteriormente fundida com a Wind, com 17 milhões de clientes. Em 2005, a Enel cedeu 62.75% de propriedade da Wind à Weather Investments S.a.r.l., uma empresa pertencente ao empresário egípcio Naguib Sawiris, na época CEO da Global Telecom Holding (os 37.25% restantes foram alienados em 2006).
Em 2008 e 2009, a Enel Stoccaggi e Enel Rete Gas foram vendidas a investidores, principalmente o Primo Fondo Italiano per le Infrastrutture. Em 2011, a Enel inaugurou a primeiro instalação-piloto de captura de dióxido de carbono na Itália, na área de Brindisi, na usina ENEL Federico II já existente. Naquele ano, a Enel Distribuzione construiu sua primeiro Rede inteligente em Isernia, uma rede capaz de ajustar eficazmente o fluxo bidirecional de eletricidade gerada a partir de fontes renováveis. O investimento total para este projeto foi de 10 milhões de euros.
Também em 2011, a Enel se tornou parte do Pacto Global das Nações Unidas, a iniciativa das Nações Unidas para incentivar as empresas a adotarem políticas sustentáveis em todo o mundo, e assinou um acordo-quadro de cooperação com o Programa Mundial de Alimentos, para combater a fome no mundo e as alterações climáticas. O custo do projeto foi de 8 milhões de euros, que incluiu a produção e distribuição de fogões de cozinha de alta eficiência, a instalação de sistemas fotovoltaicos em todas as instalações logísticas do PMA, e o apoio a intervenções humanitárias. No mesmo ano a empresa foi adicionada ao índice FTSE4Good da Bolsa de Londres que mede o comportamento das empresas em termos de sustentabilidade ambiental, relações com as partes interessadas, os direitos humanos, a qualidade das condições de trabalho e o combate à corrupção.
Em 2012, a Enel vendeu os 5,1% restantes da Terna em sua posse, saindo assim completamente do mercado de alta tensão. Em 2013, a Enel assinou um acordo em Sochi para a venda de 40% da Rússia Ártica, uma joint venture com a Eni, que por sua vez controlava 49% da SeverEnergia, por $1.8 bilhões. Em maio de 2014, Maria Patrizia Grieco foi eleita presidente do conselho de administração; e Francesco Starace foi nomeado CEO. Os principais objetivos da empresa foram definidos como a reorganização das atividades na Ibéria e América Latina e a redução da dívida. Em 2014, a Enel—juntamente com a Endesa, a Accelerace e a FundingBox—lançou o programa INCENSe (Internet Cleantech Enablers Spark), co-financiado pela Comissão Europeia, para a promoção da inovação tecnológica em energias renováveis, e contou com mais de 250 start-ups de 30 países em 2015. Em 2014 e 2015, a Enel foi incluída no índice STOXX Global ESG Governance Leaders, um índice que mede as práticas ambientais, sociais e de governança de uma empresa.
A Enel participou da Expo 2015 em Milão como Parceira Global Oficial. Com um investimento de 29 milhões de euros, além de construir seu próprio pavilhão, a Enel construiu uma Cidade Inteligente em toda a área da Expo, simulando uma cidade de 100.000 habitantes com um consumo total de energia de 1 GWh por dia. A Cidade Inteligente incluiu uma rede inteligente para a distribuição de eletricidade, um centro de operações para o monitoramento e gestão da rede inteligente, um sistema de informação que permitiu aos visitantes visualizar em tempo real o consumo de eletricidade em cada pavilhão, estações de recarga para veículos elétricos, e iluminação LED de todo o local da exposição.
Entre 2016–2018, com atenção especial à sustentabilidade, a Enel realizou diversas ações focadas na digitalização e inovação do Grupo. A Enel lançou, em janeiro de 2016, o posicionamento estratégico “Open Power”, que deu à companhia uma nova identidade visual e um novo logotipo. O conceito de “abertura” tornou-se o motor da estratégia operativa e comunicativa do Grupo.
No final do primeiro semestre de 2016, em junho, a Enel apresentou o Enel Open Meter, um medidor inteligente 2.0 projetado para substituir os medidores eletrônicos de primeira geração. O Open Meter foi projetado pelo designer e arquiteto italiano Michele De Lucchi.
Em julho de 2016, a Enel lançou um Hub de Inovação em Tel Aviv para explorar 20 start-ups e propiciar a colaboração, oferecendo um programa de suporte personalizado.
Em dezembro do mesmo ano, a Open Fiber concluiu a compra da Metroweb Italia por € 714 milhões. Em março de 2017, a empresa inaugurou o Innovation Hub na University of California, Berkeley, uma iniciativa para a busca de startups e desenvolvimento de colaboração.
Em joint venture com o Dutch Infrastructure Fund, em abril de 2017, a Enel apresentou o maior projeto solar fotovoltaico “pronto para construir” na Austrália. Em maio do mesmo ano, a empresa lançou a E-solutions, uma nova linha de negócios global com o propósito de explorar novas tecnologias, bem como desenvolver produtos inovadores e soluções digitais.
No segundo semestre de 2017, em julho, a Enel juntou-se à Fórmula E para o primeiro evento de emissão zero na história do campeonato em Nova York. Dois meses depois, em setembro, a empresa ficou em vigésimo lugar na lista “Mudar o Mundo” de 2017 da Fortune e se tornou uma das 50 maiores empresas do mundo – e a única empresa italiana – a ter um impacto social positivo por meio de atividades comerciais. No mesmo mês, a Enel e a ENAP inauguraram Cerro Pabellón, a primeira usina geotérmica da América do Sul e a primeira do mundo a ser construída a 4.500 metros acima do nível do mar.
Em outubro de 2017, a Enel inaugurou, na Rússia, um Innovation Hub em colaboração com o hub tecnológico de Skolkovo. Ainda no mesmo mês, a Enel foi incluída no Top 20 da Forbes World's Best Employers List 2017 e foi confirmada pela plataforma global sem fins lucrativos CDP como líder global na luta contra as mudanças climáticas. Em novembro do mesmo ano, a companhia apresentou o E-Mobility Revolution, um plano focado na instalação de 7.000 estações de recarga para veículos elétricos até 2020.
Com foco na digitalização e novas ofertas aos clientes, em novembro de 2017, a Enel apresentou o plano estratégico 2018-2020, Em dezembro do mesmo ano, a Enel e a Audi assinaram um acordo para desenvolver serviços de mobilidade elétrica. No mesmo mês, a companhia lançou a marca Enel X, dedicada ao desenvolvimento de produtos inovadores e soluções digitais em áreas onde a energia apresenta maior potencial de transformação.
Em janeiro de 2018, a Enel lançou um novo título verde na Europa. A emissão ascendeu a um total de 1,250 milhões de euros. No mesmo mês, pela décima vez, a Enel foi confirmada na série do Índice de Sustentabilidade ECPI.
Em fevereiro de 2018, a companhia recebeu o prêmio 2018 Ethical Boardroom Corporate Governance por padrões de sustentabilidade e governança corporativa e, além disso, tornou-se patrocinadora principal da FIM MotoE World Cup, bem como Sustainable Power Partner da MotoGP.
Em março de 2018, investiu US$ 170 milhões na construção da maior usina solar fotovoltaica do Peru. Em maio do mesmo ano, tornou-se parceira do projeto Osmose para o desenvolvimento de sistemas e serviços integrados no setor de energia renovável. No mesmo mês, a empresa inaugurou, em Pisa, o Global Thermal Generation Innovation Hub&Lab, um espaço voltado para o desenvolvimento de tecnologias inovadoras de interesse para a geração térmica. Em maio de 2018, a Enel venceu a rodada final da oferta pública de aquisição da Eletropaulo.
No final de março de 2019, a Enel tornou-se a empresa mais valiosa da Bolsa de Valores italiana, com uma capitalização de mais de € 67 bilhões. No dia 23 de setembro, a companhia foi incluída no índice STOXX Europe 50. Ainda no mesmo ano, Francesco Starace, CEO da Enel, recebeu o prêmio "Manager Utility Energia 2019" pela revista italiana Management delle Utilities e delle Infrastrutture (MUI).

## Controvérsias

### Osage Wind LLC
A Osage Wind escavou fundações para turbinas eólicas, esmagou a rocha e devolveu a poeira à terra.
No dia 11 de novembro de 2014, o Procurador dos Estados Unidos para o Distrito Norte de Oklahoma entrou com uma ação contra a subsidiária da Enel, Osage Wind LLC, um projeto eólico industrial de 84 turbinas no Condado de Osage, Oklahoma. Na ação, os Estados Unidos declaram que a Enel e a Osage Wind estão convertendo ilegalmente minerais de propriedade da Nação Osage, uma tribo indígena americana que é proprietária de todos os direitos minerais no condado desde 1871. O processo diz que a Osage Wind deveria ter obtido uma licença da Secretaria para Assuntos Indígenas antes da mineração de rochas e outros materiais para os fossos em que as bases das turbinas são construídas. Os Estados Unidos exigiram que todas as escavações no local de 8.500 acres cessassem e que dezenas de turbinas, que já estavam sendo erguidas, fossem removidas. A Osage Wind insistiu que não estava minerando e não precisava de licença. A companhia alegou que já gastou quase $300 milhões no projeto, que está sendo construído em terrenos de propriedade privada e não em terrenos fiduciários para os índios americanos.
A Osage Wind LLC e um segundo projeto da Enel, Mustang Run, também estão envolvidos em casos pendentes na Suprema Corte de Oklahoma, nos quais a Nação Osage e o Condado de Osage, Oklahoma, estão contestando a legitimidade constitucional das licenças para ambos os projetos.

### El Salvador
Após uma longa disputa com o Governo do país, a Enel teve que sair do mercado de eletricidade de El Salvador. O Artigo 109 da Constituição de El Salvador diz que os recursos naturais subterrâneos são propriedade do país e que o governo não deve permitir que uma empresa estrangeira seja a única proprietária da geração geotérmica. Em 2014, ambas as partes chegaram a um consenso, no entanto, nenhum detalhe foi divulgado.

### Eslováquia
A Enel havia reivindicado mais de 94 milhões de euros do Ministério da Economia da Eslováquia em compensação pelos lucros cessantes que alega ter incorrido, uma vez que as propostas de preços foram rejeitadas pelo Gabinete Regulador Eslovaco para as Indústrias de Redes (URSO).

## Capacidades de produção e serviço
A Enel produz eletricidade a partir de várias fontes de energia, incluindo geotérmica, eólica, solar, hidrelétrica, térmica  e nuclear. Em 2020, para se ter uma ideia, a Enel gerou um total de 207  TWh de eletricidade, distribuiu 484,6 TWh e vendeu 298,2 TWh.
A Enel também está envolvida em diversas atividades de pesquisa e desenvolvimento para a produção e transmissão de eletricidade. Estas incluem:
- A concepção e implementação de "plantas híbridas" que combinam o uso de diferentes fontes e tecnologias para o armazenamento de energia, com o intuito de aumentar a eficiência das plantas.[161][162][163]

- o desenvolvimento de redes inteligentes que aumentem a eficiência e sustentabilidade na distribuição de eletricidade, com o apoio da Comunidade Europeia.[164][165]

## Organização corporativa
A Enel está sediada em Roma e está listada na Bolsa de Milão desde 1999. A Enel e suas subsidiárias produzem e distribuem eletricidade e gás para 30 países na Europa, América do Norte, América do Sul, Ásia e África.
A companhia emprega cerca de 67.000 pessoas, tem 70 milhões de clientes em todo o mundo (64 milhões no mercado da eletricidade e 6 milhões no mercado do gás) e uma capacidade de geração líquida instalada de mais de 84 GW. A Enel é a maior empresa de energia da Europa por número de clientes e a segunda por capacidade, depois da EdF.
O Grupo Enel está organizado em 5 linhas de negócios:
- Enel Green Power and Thermal Generation: geração de eletricidade.

- Infraestrutura e Redes Global: infraestrutura de transporte e distribuição de energia.

- Global Energy and Commodity Management: fornece às empresas do Grupo Enel, bem como a terceiros, tanto bens para uso em usinas quanto serviços de otimização para produção e distribuição de energia.[173]

- Enel X Global Retail: oferece serviços de valor agregado.
- Global e-Mobility: criado para facilitar a transição para a eletricidade nos transportes públicos e privados através da instalação de infraestruturas de carregamento.

## Subsidiárias
Para negociação em mercados internacionais, bem como para a aquisição e venda de produtos energéticos, incluindo gás, a Enel possui 100% da Enel Trade, que por sua vez possui 100% da Enel Trade Romênia, Enel Trade Croácia e Enel Trade Sérvia.
Por meio da Enel Trade, a Enel também é proprietária da Nuove Energie, uma empresa especializada na construção de plantas de regaseificação.
Na Itália, a Enel possui  empresas que produzem, distribuem e revendem eletricidade:
- 100% Enel Energia - que trata da comercialização de energia elétrica e gás natural no mercado livre e para clientes finais. A Enel Energia também detém 100% da Enel.si, empresa que trabalha com soluções de energia renovável para clientes finais e franquias "Punto Enel Green Power".[176]
- 100% da e-distribuzione - para distribuição de eletricidade.[174][177]
- 100% Enel Sole - que trata de iluminação pública e artística.

Na França, a Enel detém 5% da bolsa francesa de energia Powernext.
Na Espanha, através da sua subsidiária Enel Iberia Srl (anteriormente conhecida como Enel Energy Europe), a Enel detém 70,1% da Endesa, adquirida em 2009 com uma participação inicial de 92% A aquisição rendeu à Enel o prêmio Platts Global Energy Award 2009 pelo "Negócio do Ano". Em 2016, a Endesa adquiriu a Enel Green Power España da Enel por 1,207 bilhões de euros.
A Enel opera na Rússia desde 2004 É proprietária de 56,4% da Enel Rússia (antiga OGK-5) e 49,5% do fornecedor de eletricidade RusEnergoSbyt, através da Enel Investment Holding BV. In 2013, a Rosneft, através da NGK Itera, comprou 40% da participação da Enel na Arctic Russia BV, uma empresa que possuía 19,6% da SeverEnergia. Em março de 2022, a Enel anunciou que encerrará suas operações na Rússia.
Na Argentina, a Enel detém 41% do capital da Empresa Distribuidora Sur SA.
No Chile, a Enel controla 61,99% da Empresa Electrica Panguipulli SA, 56,80% da Enel Américas SA, 61,4% da Distribución Chile SA, 57,9% da Generación Chile SA, 61.9% da Enel Green Power Chile Ltd, 61,9% da Enel Green Power del Sur SpA, e 58,0% da Gas Atacama Chile SA.
No Peru, por meio da Enel Perù SAC, a Enel controla 47,2% da Enel Distribución Perù SAA e 47,5% da Enel Generación Perú SA.